# Signe Linné
Tora Signe Linné, född 29 januari 1918 i Engelbrekts församling i Stockholm, död 17 april 1977 i Vantörs församling i Stockholm, var en svensk målare.
Linné studerade vid Edward Berggrens målarskola 1936–1938 och vid Otte Skölds målarskola 1939–1941 samt vid Konsthögskolan 1942–1947. Separat ställde hon ut på De ungas salong i Stockholm 1950 och hon medverkade i samlingsutställningar på bland annat Galerie S:t Lucas i Stockholm. Hennes konst består av modellstudier, blomstermotiv och landskap från Hallandsåsen och Målen.